# Сенін Юрій Леонідович
Юрій Леонідович Сенін (17 червня 1951, Брезоая, МРСР — 6 листопада 2022, Київ) — український юрист, суддя вищого кваліфікаційного класу, секретар пленуму та член президії Верховного Суду України, член Судової палати у цивільних справах. Заслужений юрист України (2004), кандидат юридичних наук (2013).

## Життєпис
Народився 17 червня 1951 року у селі Брезоая, Молдова, в сім'ї військовослужбовця.
У 1970 році закінчив Херсонське морехідне училище, працював на кораблях далекого плавання Радянського Дунайського пароплавства. З 1975 по 1981 рік навчався на заочному відділенні юридичного факультету Одеського національного університету імені І. І. Мечникова.
У 1977 році став старшим консультантом відділу юстиції Виконавчого комітету Херсонської обласної ради. Цю посаду займав до червня 1982 року, коли був обраний народним суддею Комсомольського (нині — Корабельного) районного народного суду міста Херсон.
З 1985 року — суддя Херсонського обласного суду, член президії. На цій посаді працював 12 років. У грудні 1997 року обраний суддею Верховного Суду України, пізніше увійшов до складу Судової палати у цивільних справах. Суддя вищого кваліфікаційного класу, член президії.

Могила Юрія Сеніна, Байкове кладовище

У 2004 році нагороджений званням «Заслужений юрист України». З жовтня 2006 року — секретар пленуму Верховного Суду. Входив до складу редакційної колегії «Віснику Верховного Суду України».
У 2013 році отримав науковий ступінь кандидата юридичних наук, захистивши дисертацію в Національному університеті «Одеська юридична академія» на тему «Новація як спосіб припинення зобов'язань за цивільним законодавством України». У 2016 році пішов у відставку.
Помер на 72-му році життя 6 листопада 2022 року. Похований в колумбарії Байкового кладовища (50°24′59.03″ пн. ш. 30°30′7.94″ сх. д. / 50.4163972° пн. ш. 30.5022056° сх. д.).

### Особисте життя
Дружина Наталія Вікторівна — економістка. Виховали двох дітей, які теж стали суддями. Син Вадим Сенін — колишній суддя Солом'янського районного суду міста Києва, нині — адвокат юридичної фірми «Крупнова і партнери». Донька — суддя Київського окружного адміністративного суду Галина Василенко. Має трьох онуків.
Був футбольним вболівальником, підтримував київське «Динамо» та одеський «Чорноморець».

## Нагороди
- 1991 — медаль «Ветеран праці»
- 2003 — почесна грамота Верховної Ради України
- 2004 — заслужений юрист України
- 2017 — орден «За заслуги» III ступеня
- 2021 — почесна грамота Ради суддів України